# 萩庭貞明
萩庭 貞明（はぎにわ さだあき、1956年4月25日 - ）は、日本の映画監督。茨城県日立市出身。日本大学芸術学部卒業。

## 人物
柳町光男、田中登、中原俊、滝田洋二郎等の助監督を経て、1991年『遊びの時間は終らない』で監督デビュー。この作品で、第1回日本映画プロフェッショナル大賞 新人監督賞を受賞する。
オリジナルビデオの人気シリーズ『難波金融伝・ミナミの帝王』では、第一作目よりメガホンをとり、西村昭五郎監督作品以外では57本の撮影を完了している。
近年は監督業のほか、舞台演出や大阪にある「ミナミ塾」で俳優指導も行っている。

## 代表作
- 1992年〜2007年『難波金融伝・ミナミの帝王』シリーズ（主演：竹内力）
- 1991年『遊びの時間は終らない』（主演：本木雅弘）
- 1993年『さまよえる脳髄』（主演：高島礼子）
- 1993年『スウィートルーム』（主演：小松美幸）
- 1994年『とられてたまるか!?』（主演：武田鉄矢）
- 1996年『走らなあかん 夜明けまで』（主演：萩原聖人）
- 1997年『なにわ忠臣蔵』（主演：岩城滉一）
- 1998年『裏警察 ＢＯＸ３９』シリーズ（主演：竹内力）
- 2004年『野獣（クーガ）の城　女囚1316』（主演：ほしのあき）
- 2007年『大阪府警潜入捜査官』（主演：神保悟志）
- 2009年『影の交渉人 ナニワ人情列伝』（主演：竹内力）
- 2014年『ナニワ銭道』（主演：的場浩司・窪田正孝）
- 2016年『熱血・大和商店街』[1]

### 舞台
- Dプロモーション・(株)グレースプロデュース公演『こちら崖っぷち芸能社 如月吾郎事務所』作・演出（2010年）
- Dプロモーションプロデュース公演『裏切り者に花束を。』原案（2011年）
- Dプロモーションプロデュース公演『天国に一番近い病室』作・演出（2012年）
- “創造集団“生活向上委員会 第26回公演『愛しのバックストリート』作・演出（2012年）
- 田所工作所公演『「同じ空を見ている」女囚・1984年の脱獄者』作（2012年）
- Dプロモーションプロデュース公演『旅立ちのご予約承ります！』作・演出（2013年）
- 舞台『ゴトーに待たされて』作（2013年）
- ピープスエンターテイメントプロデュース公演 『悪い女はよく眠る』（主演 長谷直美・仁支川峰子） 作・演出（2016年）
- ピープスエンターテイメントプロデュース公演 『続・悪い女はよく眠る』（主演 長谷直美・仁支川峰子） 作・演出（2017年）
- ALL GREENプロデュース公演 『悪い女はよく拝む』（主演 仁支川峰子） 作・演出（2018年）
- TEAM Kasai プロデュース公演Vol.7『星降る夜に』　演出　(2018年)
- ALL GREENプロデュース公演 『ようこそ！ゴーストホテルへ』（主演 田村幸士・紗愛せいら） 作・演出（2019年）
- ALL GREENプロデュース公演 『悪い女に札束を』（主演 仁支川峰子） 作・演出（2019年）
- TEAM Kasai プロデュース公演Vol.8『ナニワ悪名伝』　演出　(2019年)
- ALL GREENプロデュース公演『同じ空を見ている　女囚・1984年の脱獄者』（主演 亜矢乃）　作・演出　(2019年)
- 劇団アルファー・ALL GREEN 共同プロデュース公演『愛しのバックストリート』（主演 小野寺丈）　作・演出　(2020年)
- ALL GREENプロデュース公演　『冥土喫茶』　演出　(2020年)
- ALL GREENプロデュース公演　『悪い女は嘘をつく』　（主演 仁支川峰子） 作・演出　(2021年)
- ALL GREENプロデュース公演　『ゴーストたちの憂鬱』（出演 市川大樹・亜矢乃・石井美奈子・加納竜・他） 作・演出　(2021年)
- ALL GREENプロデュース公演　『ゴーストたちの純情』（出演 大沢樹生・石井美奈子・鼓太郎・他） 作・演出　(2021年)
- ALL GREENプロデュース公演　『冥土喫茶2』　演出　(2022年)
- ALL GREENプロデュース公演　『女奮闘記・如月葵芸能事務所』　（主演 仁支川峰子） 作・演出　(2022年)
- ALL GREENプロデュース公演　『FUNKYな感じで生きている』　（主演 石井美奈子） 作・演出　(2023年)
- ALL GREENプロデュース公演　『悪い女は爪を伸ばす』　（主演 仁支川峰子） 作・演出　(2023年)